# Liechtensteiner-Cup 2008-2009
La Liechtensteiner-Cup 2008-2009 è stata la 64ª edizione della coppa nazionale del Liechtenstein disputata tra il 26 agosto 2008 (con gli incontri del primo turno preliminare) e il 21 maggio 2009 e conclusa con la vittoria finale del Vaduz, al suo trentottesimo titolo e dodicesimo consecutivo.

## Formula
Alla competizione, che si svolse ad eliminazione diretta con partita unica, parteciparono le sette squadre del principato che potevano iscrivere anche più di un team.

## Primo turno preliminare
Gli incontri si giocarono tra il 26 e il 28 agosto 2008.
| Squadra 1             | Risultato | Squadra 2            |
| --------------------- | --------- | -------------------- |
| FC Vaduz III          | 1 - 8     | FC Balzers II        |
| FC Triesen            | 3 - 4     | USV Eschen/Mauren II |
| USV Eschen/Mauren III | 0 - 6     | FC Vaduz II          |
| FC Triesenberg II     | 5 - 0     | FC Balzers III       |
| FC Triesen III        | 1 - 5     | FC Schaan II         |
| FC Triesen II         | 0 - 2     | FC Ruggell II        |

## Secondo turno preliminare
Gli incontri si giocarono tra il 17 e il 29 settembre 2008.
| Squadra 1         | Risultato | Squadra 2            |
| ----------------- | --------- | -------------------- |
| FC Triesenberg II | 1 - 6     | FC Schaan II         |
| FC Vaduz II       | 3 - 0     | USV Eschen/Mauren II |
| FC Ruggell II     | 1 - 12    | FC Schaan            |
| FC Triesenberg    | 2 - 5     | FC Balzers II        |

## Quarti di finale
Gli incontri si giocarono tra il 21 e il 29 ottobre 2008.
| Squadra 1     | Risultato | Squadra 2         |
| ------------- | --------- | ----------------- |
| FC Ruggell    | 0 - 5     | USV Eschen/Mauren |
| FC Balzers II | 0 - 8     | Vaduz             |
| FC Schaan II  | 0 - 1     | FC Balzers        |
| FC Vaduz II   | 0 - 8     | FC Schaan         |

## Semifinale
Gli incontri si giocarono il 28 e 29 aprile 2009.
| Squadra 1  | Risultato | Squadra 2         |
| ---------- | --------- | ----------------- |
| FC Schaan  | 0 - 5     | USV Eschen/Mauren |
| FC Balzers | 0 - 5     | Vaduz             |

## Finale
La finale si giocò a Vaduz il 21 maggio 2009.
| Arbitro: | Nikolaj Hänni |

|                       |           |            |
| Rudan 39’ Fischer 45’ | Marcatori | 67’ Memeti |